# Birgit Christensen
Birgit M. Christensen (født 31. maj 1976) er en dansk tidligere fodboldspiller, der blandt andet spillede for B52/Aalborg Fodbold Club og Fortuna Hjørring samt på det danske landshold.
Hun deltog under Sommer-OL 1996 i Atlanta.
Hun har siden marts 2019, ageret som bestyrelseformand for Fortuna Hjørring.